# Середній Гламорган
Середній Гламорган (валл. Morgannwg Ganol) — збережене графство Уельсу. З 1974 по 1996 рік це також був адміністративний повіт з окружною радою.
Середній Гламорган було засновано в 1974 році відповідно до Закону про місцеве самоврядування 1972 року. Він складався з частини колишнього адміністративного графства Гламорган і округу Мертір-Тідвіл, а також парафій Пендерін і Вейнор з Брекнокшира та міських округів Бедвас і Мейчен, Рімні та частини Бедвелті з Монмутшира.
Він поділявся на шість округів:
- Кінонська долина
- Ogwr
- Мертір Тідфіл
- Ронда
- Долина Рімні
- Тафф-Елі

Мід-Гламорган та його складові райони були скасовані в 1996 році, а територія була розділена на унітарні органи влади Брідженда, Мертір-Тідфілу, Рондди-Сайнон-Таф і частини Керфіллі в результаті Акту про місцеве самоврядування (Уельс) 1994 року.
Громади Вік, Сент-Брідс-Мейджор, Евенні (з округу Огвр) стали частиною округу Вейл-оф-Гламорган, тоді як Пентирч (з району Тафф-Елі) було додано до унітарної території Кардіффа. Через це вони стали частиною збереженого графства Південний Гламорган. У 2003 році церемоніальні кордони були додатково скореговані, помістивши весь район графства Керфіллі в церемоніальний графство Гвент.
Офіси Ради округу Мід Гламорган були розташовані в будівлі Гламорган (колишня штаб-квартира Ради округу Гламорган) у Катейс Парк, Кардіфф, а також на сусідній Грейфраєрс-роуд, обидва поза межами Мід Гламорган.